# Lajia
Lajia (chinês simplificado: 喇家, pinyin: Lǎjiā) é um sítio arqueológico localizado no condado de Minhe, na província de Haidong, na província de Qinghai, no noroeste da China. Lajia está associada à cultura de Qijia e foi descoberta por arqueólogos em 2000. O local ocupa uma área de cerca de 200.000 metros quadrados.